# 중육도
중육도(中六島)는 경기도 안산시 단원구 풍도동에 위치한 섬으로, 육도 남동쪽 0.6km 부근에 위치한 무인도이다. 총 면적은 150,000m2이며, 섬 일부가 채석장으로 개발되기도 했고 샘터 하나가 있다고도 한다.

## 지명 유래
주변에 조그만 섬 6개가 모여 있다 해서 붙여진 이름이다. 이들 중에서 두 번째로 크기가 커서 중육도로 불리며, 섬 모양이 소의 길마를 닮아 길마섬 혹은 질마섬으로 불리기도 한다.